# Antocha (Antocha) fortidens
Antocha (Antocha) fortidens is een tweevleugelige uit de familie steltmuggen (Limoniidae). De soort komt voor in het Palearctisch gebied.